# Hyacinthe Cordonnier
Hyacinthe Cordonnier (Orléans, 24 de setembro de 1684 – Teteringen, 29 de julho de 1746), conhecido como Thémiseul de Saint-Hyacinthe, é um escritor satírico francês. 

## Biografia
Quando jovem, frequentou um Colégio de Oratória, onde teve tanto sucesso que um cônego da colegiada de Saint-Étienne pagou pela sua educação. Sua mãe mudou seu nome para Chevalier de Thémiseul e comprou para ele uma patente como oficial de cavalaria no ano de 1703 . Ele foi prisioneiro na Batalha de Höchstadt e mantido por algum tempo na Holanda antes de ser libertado e poder retornar a Troyes. Foi à Suécia para oferecer seus serviços à Charles XII, porém teve a infelicidade de chegar a Estocolmo logo após a derrota em Pultawa (1709).
Na sua volta para a Holanda e durante sua estadia forçada como prisioneiro de guerra, conheceu homens de letras  Nesse momento, Thémiseul aprendeu inglês, italiano, espanhol e línguas antigas enquanto o cônego contrabandeava fundos para ele. Reduzido aos últimos recursos, foi apresentado à esposa do embaixador espanhol, a duquesa de Ossone, que o levou sob proteção e o instalou no hotel da embaixada onde ficou até que, apreendidos com desconfiança, as forças do embaixador deixam ele sair da Holanda. De volta a Troyes, se envolveu num escândalo, pois teve um caso amoroso com a sobrinha de uma abadessa a quem deu aulas de italiano. Só tendo tempo de fugir de novo para a Holanda, associou-se aos autores da Revista Literária, cujo primeiro número data de 1713.
A primeira obra de Saint-Hyacinthe, uma sátira muitas vezes espirituosa contra os anotadores, escolistas e comentaristas da erudição intitulada Le Chef-d'oeuvre d'un Stranger (1714), estabeleceu com razão sua reputação como um homem de espírito. Foi publicado anonimamente, e chegaram a atribuí-lo a Fontenelle mas, assim que ficou conhecido como o autor, o convidaram para ir a Paris onde todos o celebraram. Entretanto, ainda sob mandado de prisão após sua aventura em Troyes, ele retornou prontamente a Haia. Ao longo de sua carreira literária, cuidou de várias edições de sua obra-prima, que enriqueceu com algumas notas e novas peças.
Ele continuou sua vida de crítico até o ano de 1722, quando fugiu para a Inglaterra com sua esposa, Susanne de Marconnay. Após doze anos, retornou a Paris, mas quase não permaneceu lá depois de sua briga com Voltaire, que foi relatada por duque de Rohan na Deificação de Aristarco Masso (Londres, 1732) . Ele retorna à terra natal de sua esposa, em Ginneken, onde morrerá.
Também devemos a ele uma Carta à Madame Dacier, onde ele tomou partido dos Modernos no renascimento da Querela dos Antigos e dos Modernos. Sua História do Príncipe Titi foi muito popular na França de sua época. Participou da redação do Journal littéraire e L'Europe savante. Ele traduziu o prefácio de Dom Quixote do espanhol e a primeira metade de Defoe 's Adventures of Robinson Crusoe do inglês. Editou New Reflections on Women da Marquesa de Lambert, Tales and News de Bonaventure Des Périers.
Saint-Hyacinthe também usou o pseudônimo de Chrisostome Matanasius.

## Obras
- Dissertação analítica sobre cronógrafos. Dado como presente de Ano Novo a todas as pessoas trabalhadoras, que não terão nada melhor para fazer , Bruxelas, Às custas dos compradores [sic], 1718
- Dissertação crítica e analítica sobre cronogramas, Bruxelas, Veuve F. Foppens, 1751
- Conversas em que se trata dos empreendimentos da Espanha, das pretensões de M. le Chevalier de S. George. E da renúncia de sua majestade católica , Haia, A. de Rogissart, 1719
- História de Melistênia, Rei da Pérsia, Paris, J. Musier, 1723
- História do Príncipe Titi, Paris, Veuve Pissot, 1736
- A Conformidade dos Destinos e Axiamire; ou, A malfadada princesa. Notícias Históricas , Paris, Viúva Pissot, 1736
- The Whimsical Queen, 1786, Geneva Slatkine Reprints, 1978
- La Suite de l'Histoire du Prince Titi, Genebra, reimpressões de Slatkine, 1978, 1786
- Le Chef d'oeuvre d'un inconu, um poema felizmente descoberto e trazido à luz com observações acadêmicas e pesquisadas, Haia, Às custas da Companhia, 1714 [1ª edição]
- A obra-prima de um desconhecido, Ed. Henri Duranton, Saint-Étienne, Publicações da Universidade de Saint-Étienne, 1991,ISBN 2222045312
- O Fantasque, Amsterdam, Jean-François du Sauzet, 1745
- Cartas críticas sobre La Henriade de M. de Voltaire, Londres, JP Coderc & G. de Merville, 1728
- Cartas escritas da campanha, Haia, Alex. por Rogissart., 1721
- Matanasiana, ou Memórias Literárias, Históricas e Críticas, do Doutor Matanasius, SDLRG, Haia, Viúva de Charles Le Vier, 1740
- Melístenes, ou, O Ilustre Persa : conto, Paris, Pierre Prault, 1732
- SDLRG Literary Memoirs, Haia, Le Vier, 1716
- Pensamentos secretos e observações críticas atribuídas ao falecido M. de Saint-Hyacinthe, Londres, [sn], 1769
- Pesquisa filosófica, sobre a necessidade de assegurar-se da verdade, sobre a certeza do nosso conhecimento; e sobre a natureza dos seres, por um membro da Royal Society de Londres, Roterdã e Haia, A. Johnson, 1743
- Coleção de vários escritos sobre amor e amizade, polidez, voluptuosidade, sentimentos agradáveis, mente e coração, Paris, Veuve Pissot, 1736

## Bibliográfia
- Élisabeth Carayol, Thémiseul de Saint-Hyacinthe, 1684-1746, Oxford, Fundação Voltaire na Taylor Institution, 1984
- E. Haag, França protestante, t. IX, Paris, Librairie Sandoz e Fischbacher, 1854, p. 86-90